# 布赖 (索恩-卢瓦尔省)
布赖（法語：Bray，法語發音：[bʁɛ] ⓘ）是法国索恩-卢瓦尔省的一个市镇，属于马孔区。

## 地理
布赖（46°30'18"N, 4°42'55"E）面积9.89 平方千米，位于法国勃艮第-弗朗什-孔泰大區索恩-卢瓦尔省，该省份为法国中部省份，北起顺时针与科多尔省、汝拉省、安省、罗讷省、卢瓦尔省、阿列省和涅夫勒省接壤。
与布赖接壤的市镇（或旧市镇、城区）包括：科尔马坦、阿默尼、布拉诺、希塞莱马孔、科尔唐贝尔、泰泽。

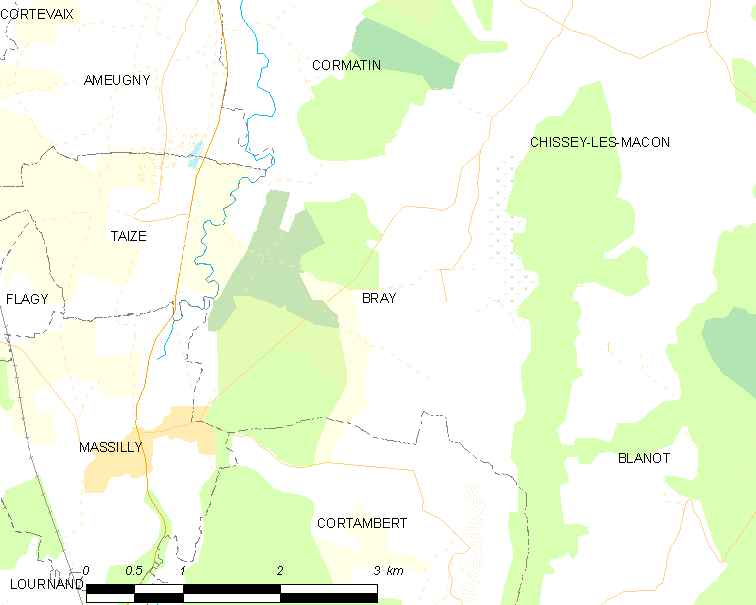
的OSM定位图

布赖的时区为UTC+01:00、UTC+02:00（夏令时）。

## 行政
布赖的邮政编码为71250，INSEE市镇编码为71057。

## 政治
布赖所属的省级选区为克吕尼县。

## 人口

1962-2008年间人口变化图示

布赖于2022年1月1日时的人口数量为128人。